# RollenSpiel
RollenSpiel (engl.: RolePlay) ist ein Theaterstück des britischen Autors Alan Ayckbourn. 

## Daten
Der Zweiakter wurde 2001 als dritter Teil der Trilogie "Verfolgte Unschuld" (nach MutProbe und UmTausch) veröffentlicht. RollenSpiel wurde am 4. September 2001 im Stephen Joseph Theatre in Scarborough uraufgeführt, wo Alan Ayckbourn künstlerischer Leiter war. Die deutschsprachige Fassung von Inge Greiffenhagen und Bettina von Leoprechting ist unter dem Titel „RollenSpiel“ bei Rowohlt erschienen und wurde am 23. April 2009 an der neuen Bühne Villach uraufgeführt.

## Inhalt

### 1. Akt
Am Anfang des Stücks sind Justin Lazenby und Julie-Ann Jobsen mit der Vorbereitung einer Party beschäftigt. Erwartet werden Julie-Anns Eltern. Julie-Ann hat geplant, dass Justin ihre Verlobung bekannt gibt. Es zeichnen sich aber schon erste Unstimmigkeiten ab. Weder Julie-Anns Pingeligkeit beim Aufdecken noch ihren Vorschlag, die Zeit bis zu ihrer Hochzeitsnacht keusch zu verbringen, stößt auf Gegenliebe. Ihre Gespräche werden immer wieder von Justins Mutter unterbrochen, welche ihnen mitteilt, dass sie zu spät und betrunken erscheinen wird.
Während Julie-Ann sich auf die Suche nach einer Ersatz-Dessert-Gabel macht, fällt eine Frau auf Justins Balkon. Es ist Paige Petite, welche aus Angst vor ihrem gewalttätigen Freund Rudi aus dem Fenster des Penthouses geklettert ist, da dieser glaubt, dass sie ihn betrogen hat. Schon bald taucht auch Paiges Aufpasser Micky Rale auf. Paige weigert sich mit ihm zurück ins Penthouse zu gehen, Micky weigert sich seinerseits sie alleine zu lassen. Als Julie-Ann mit einer Dessert-Gabel zurückkommt, muss sie feststellen, dass Paige ihr Kleid trägt (welches diese nach einem Bad in Justins Wohnung anzog). Julies-Anns Aufforderung, dass Paige ihr das Kleid zurückgeben soll, endet damit, dass Micky eine Waffe zieht und Julie-Ann befiehlt sich ein Kleid von Paige zu holen.
Kurz darauf kommen Julie-Anns Eltern Derek und Dee Jobson an. Sie sind sehr freundlich zu Justin und sie zeigen, dass sie Julie-Ann (Spitzname „unser Apfel“) ihren anderen zwei Töchtern vorziehen und sehr behüten. Als diese mit einem Kleid von Paige erscheint, sind sie schockiert, da es mehr "zeigt" als ihnen recht ist.
Bald darauf erscheint auch Justins Mutter, Arabella, welche ihren Freund Olaf zurückließ und sehr betrunken ist. Sie findet die Freundin ihres Sohnes sehr reizend, nur hat sie diese mit Paige verwechselt. Als sie das erfährt, ist sie entsetzt, dass Justin ein weiteres Mal eine so langweilige Freundin gefunden hat.

### 2. Akt
Der zweite Akt spielt nach dem Abendessen. Dieses scheint mit einigen Ausnahmen sehr gut verlaufen zu sein. Allerdings scheinen die Dinge bergab zu gehen, als Derek Justin vorschlägt, dieser solle sein Garten Center in Doncaster übernehmen und dabei auf keine Gegenliebe stößt. Darüber hinaus erfährt Justin von Derek, weshalb dieser seine anderen zwei Töchter verstoßen hat. Die eine lebt in einer lesbischen Beziehung, die andere heiratete einen chinesischen Mann.
Unterdessen erhält Micky gelegentlich Anrufe von Rudi, welcher wutgeladen auf der Rückkehr von einem Boxkampf in Birmingham ist. Paige wird immer ängstlicher und bittet Micky immer wieder darum, sie laufen zu lassen. Dieser weigert sich, da er Angst um sein eigenes Wohlergehen hat. Trotzdem erzählt Paige nur das Beste von Micky. Dieser sei ein sehr erfolgreicher Boxer gewesen (allerdings stimmt dies nicht), was Arabella unglaublich beeindruckt.
Nachdem Arabella beim Abräumen fällt und vierzehn Gläser zerbrechen, beginnt der Abend abzuflauen. Derek macht ein paar lahme Witze, welche seine Frau urkomisch findet. Unbeirrt beharrt Julie-Ann auf Justins Verlobungsrede. Dieser unternimmt einen Versuch, singt stattdessen aber ein Lied. Paige ergreift das Wort und erzählt eine erfundene Geschichte aus ihrer Kindheit. Arabella schlägt Paige vor, sie solle etwas vortanzen (da diese erzählt hat, sie sei Tänzerin). Diese führt einen erotischen Tanz vor, bis sie von Julie-Ann unterbrochen wird.
Justin schickt seine Mutter in einem Taxi nach Hause, da der Abend gelaufen zu sein scheint. Bald darauf klingelt es an der Tür. Alle erwarten Rudi, aber es ist Arabella, welche dem Taxifahrer nicht vertraute. Micky hat mittlerweile seine Meinung geändert. Er erklärt sich bereit, Arabella nach Hause zu fahren und Paige laufen zu lassen. Justin gibt Paige etwas Geld um ihr so die Flucht von Rudi zu ermöglichen. Er überlegt es sich aber noch anders und fordert Paige auf, ihn mit zu nehmen. Sie verlassen zusammen das Stück. Das Stück endet damit, dass Rudi an der Tür erscheint und Derek und Dee packt.

## Belege
1. ↑  Archivierte Kopie (Memento des Originals vom 10. Dezember 2008 im Internet Archive)  Info: Der Archivlink wurde automatisch eingesetzt und noch nicht geprüft. Bitte prüfe Original- und Archivlink gemäß Anleitung und entferne dann diesen Hinweis.